# Almorávidák

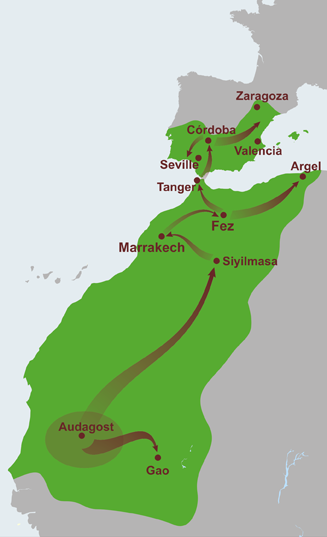
Az Almorávida Birodalom kiterjedése fénykorában

Az Almorávidák (arabul al-murábitún, azaz ribát-lakók) egy berber eredetű, középkori muszlim uralkodódinasztia volt, amely fénykorában a Magreb térségét és az Ibériai-félszigetet ellenőrizte. 1062-től 1147-ig voltak hatalmon, amíg a szintén berber eredetű Almohádok meg nem buktatták őket.

## Eredetük
A mozgalom alapját a Szenegál folyó – vagy más feltételezések szerint egy mauritániai vízfolyás – egy szigetén épült erődjének (ribát) berber katonái vetették meg, akik korábban a fekete-afrikai térségben kóboroltak. A körükben lépett fel 1055 körül Abdalláh ibn Jászin, aki a szunnita iszlám málikita értelmezésének elkötelezett híveként vasfegyelmű közösséggé szervezte alattvalóit. Hamarosan az északabbi uralkodók – a síita Fátimidák és alattvalóik, így a Zíridák – erkölcstelenségét hangoztatva terjeszkedni kezdtek, és rövidesen a térség berbereinek nagy részét hódoltatták és maguk mellé állították.
Ibn Jászin, aki 1059-ben meghalt, nem maga irányította a hadügyeket, hanem egy berber vezetőre, Abú Bakr ibn Umarra bízta a katonák vezetését. A mind erősebb és népesebb hadsereg zömét a lamtúna berberek képezték. Ibn Jászin halálakor hívei már az Atlasz-hegység déli lejtőinél jártak.

## A nagy hódítások
Ibn Jászin után nem választott magának szellemi vezetőt a mozgalom, így azt Abú Bakr vitte győzelemre. 1087-es haláláig megszerezték a mai Marokkó nagy részét, valamint Nyugat-Algéria területét. A térség központjai közül Agmát 1058-ban, Fez pedig 1075-ben került a kezükre, és 1070-ben hozzáláttak egy saját központ, Marrákes (Marrákus, Marrakech) felépítéséhez. A munkálatok azonban elhúzódtak, mert Abú Bakrnak lázadásokat kellett elfojtania.
Marrákis csak a következő vezető, Abú Bakr unokafivére, Júszuf ibn Tásufín (1087–1106) alatt készült el. Ez utóbbi már 1086-ban nagy szerepet kapott, mert ő vezette át a berbereket a Gibraltári-szoroson a hispániai muszlimok megsegítésére. A reconquista során ugyanis VI. Alfonz, Kasztília királya 1085-ben meghódította addigi vazallusát, Toledót.
A helyi muszlim fejedelmek hívására érkező berberek Badajoztól északra, a zallákai csatában szétverték a kasztíliai hadakat. Mindkét oldal súlyos veszteségeket szenvedett, de a kasztíliaiak szerencséjére Júszufot visszaszólította Afrikába fivére halálhíre. 1091-ben aztán visszatért, és megdöntötte a sevillai emírdinasztia, az Abbádidák hatalmát, kiterjesztve az Almorávida uralmat az Ibériai-félsziget déli részére is.
Ibn Tásufín nevéhez fűződik a kapcsolatok rendezése az „iszlám nemzetközösségen” belül. Harcos szunnita lévén szó sem lehetett róla, hogy a síita Fátimidákhoz csatlakozzon, így a nemrég felemelkedett szeldzsukok védnöksége alatt álló Abbászida kalifáknak hódolt be, elrendelve nevének megemlítését a pénteki szentbeszédben (hutba). Ennek semmiféle gyakorlati jelentősége nem volt, minthogy Bagdadból már korábban is képtelenség volt bármiféle uralmat gyakorolni a Magreb felett. Ibn Tásufín és utódai saját magukra az egyébként kalifáknak kijáró „muszlimok emírje” (amír al-muszlimín) címet használták.

## Hanyatlás és bukás

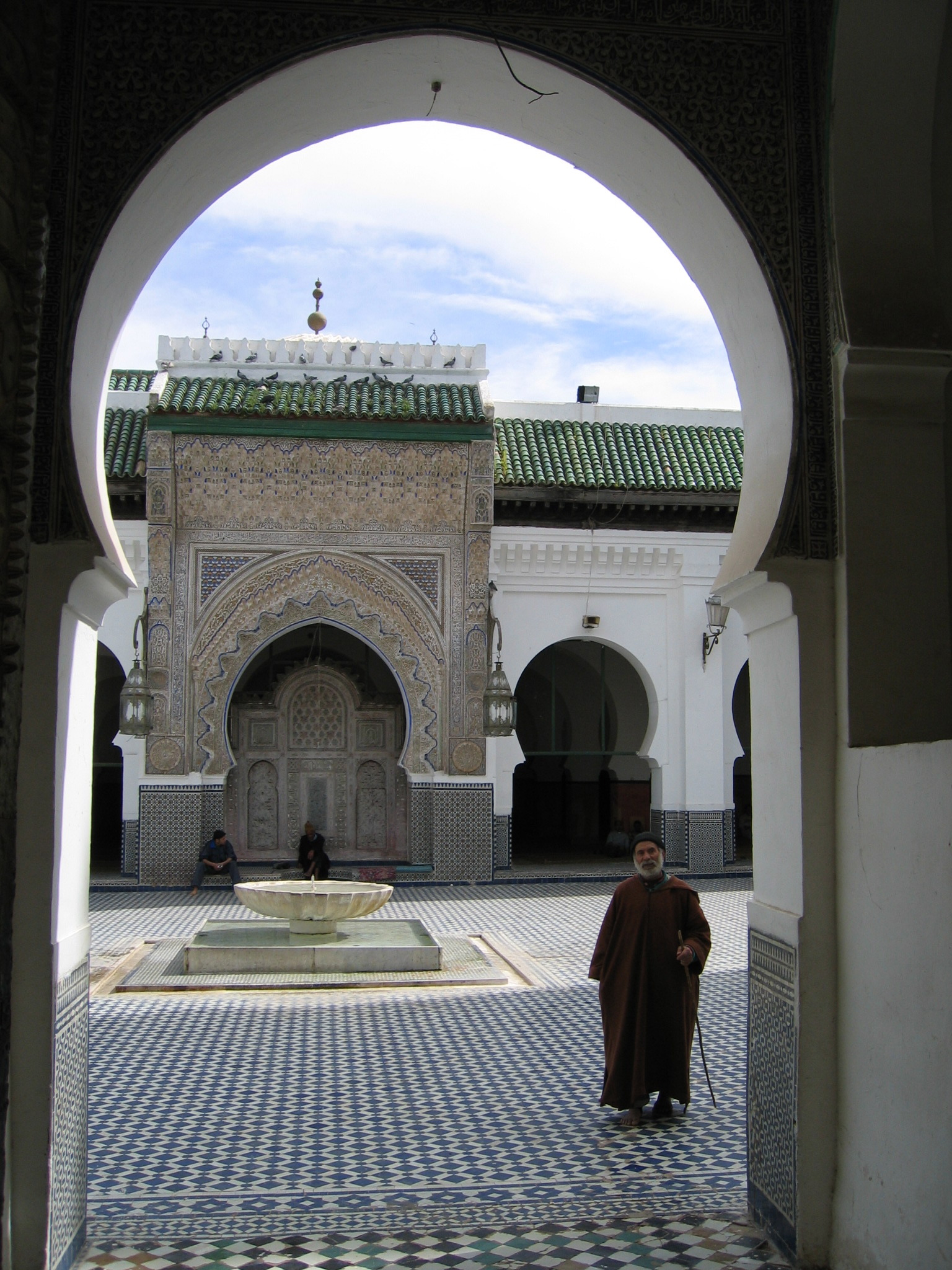
A fezi Karavijjún-mecset andalúziai stílusjegyeket hordoz magán

Ibn Tásufín alatt érte el az Almorávida Birodalom kiterjedésének és erejének csúcsát. Fia, Ali (1106–1142) hosszú uralkodását már nem hadjáratok fémjelezték. Az új uralkodó inkább jámbor vallásosságáról volt híres, mintsem a kormányzás terén mutatott erényeiről. Uralkodása alatt a lamtúna berberek mellett, andalúziai mintát követve mind több – zömmel keresztény – zsoldost alkalmazott, ami komoly veszélyt hordozott magában.
Ali halála után az almorávidák hatalma gyorsan összeomlott: északról az új erőre kapó reconquista támadta őket, délről pedig a romlottságukat, erkölcstelenségüket hangoztató almohádok. Végül ez utóbbiak söpörték el a hatalmukat. Ali fia, Tásufín (1042–1045) a függetlenedett Andalúzia visszaszerzéséért vívott harcban esett el, fiát, Ibráhímot pedig egy tlemceni győzelem után 1147-ben Oránnál koncolták fel az almohádok. Az utolsó almorávida emír Tasufín testvére, Iszhák volt, őt Marrákis bevételekor ölték meg az almohádok. Az almorávidák birodalma ezzel végleg megszűnt, bár 1162–1163-ban egy rokonuk, bizonyos Júszuf ibn Tásufín egy időre még megszerezte Fez városát.

## Államberendezkedés
Az Almorávidák birodalmukat jóval kevésbé kifinomultan igazgatták, mint a keletebbi muszlim dinasztiák. Nem alakítottak ki külön tartományszervezetet, és a katonai és polgári közigazgatás egy kézben összpontosult. Az állami szervek legfőbb funkciója az adószedés és a hadsereg fenntartása volt, melyet közvetlenül a kincstárból végeztek, szemben a keleti vidékeken elterjedt iktá-rendszerrel.
A haderő vezetése mindvégig a lamtúna-berberek kezében maradt, azonban miután birodalmi méreteket öltött az állam, számarányuk mind kisebbé vált a katonaság összességéhez viszonyítva. Ráadásul az Almorávidák nem kockáztathatták meg, hogy újabb berbereket sorozzanak be, mert a törzsi viszálykodás szétzülleszthette volna a katonaságukat, így az anyagilag megterhelőbb zsoldoshadsereg mellett döntöttek.

## Kultúra
A dinasztia történetét végigkísérte a szunnita ügybuzgalom. Hatalmuk legfőbb támasza mindvégig a málikita madzhab (jogi iskola) volt, mely szigorúan gyakorlati alapon kezelte az iszlám és a jog kérdéseit. Ennek tudható be, hogy az almorávidák elutasítottak mindennemű intellektuális ténykedést, így többek között a legendás teológus, Gazálí munkáit is elégettették.
Kulturális szempontból mégis megtermékenyítőleg hatott uralmuk, elsősorban azért, mert Andalúzia és a Magreb egy kézben egyesült, megkönnyítve a két terület kulturális és gazdasági kapcsolatait. Az almorávidák által ellenőrzött afrikai területen Tlemcentől a rohamtempóban fejlődő Fezig és Marrákisig a hispániai muszlim civilizáció hagyományait követve épültek új épületek, ezzel párhuzamosan felvirágzott a kereskedelem és a kézművesipar. Mindehhez erőteljes arabosodás társult, megvetve ezzel a mai, arab Magreb alapjait. Nem véletlen, hogy a Szahara törzsi viszonyaiban edződött ősökkel ellentétben a kései almorávidák már inkább pártolták a kultúrát és hódoltak az elkényelmesedett városi életnek. Legyőzőik, az almohádok sajátos módon nagyon hasonló pályát jártak be.

## Uralkodók
| Uralkodó | Születési idő | Halálozási idő      | Élethossz | Uralkodási idő       | Uralkodási évek | Neve arabul                                     | Megjegyzés  |
| -------- | ------------- | ------------------- | --------- | -------------------- | --------------- | ----------------------------------------------- | ----------- |
| Juszuf   | 1009          | 1106. szeptember 2. | 97 év     | szultán: 1061 – 1106 | 45 év           | يوسف بن تاشفين ناصر الدين بن تالاكاكين الصنهاجي |             |
| Ali      | 1083/1084     | 1143. január 26.    | 59–60 év  | szultán: 1106 – 1143 | 37 év           | علي بن يوسف                                     | Juszuf fia. |
| Tasfin   | ?             | 1145. március 23.   | ? év      | szultán: 1143 – 1145 | 2 év            | تاشفين بن علي                                   | Ali fia.    |
| Ibrahim  | ?             | 1147                | ? év      | szultán: 1145 – 1147 | 2 év            | إبراهيم بن تاشفين                               | Tasfin fia. |
| Izsák    | ?             | 1147 áprilisa       | ? év      | szultán: 1147        | 1 év            | إسحاق بن علي                                    | Ali fia.    |